# Brzeźno, Gmina Barwice
Brzeźno [ˈbʐɛʑnɔ] là một khu định cư ở khu hành chính của Gmina Barwice, thuộc hạt Szczecinek, West Pomeranian Voivodeship, ở phía tây bắc Ba Lan. Nó nằm khoảng 8 kilômét (5 mi) phía tây bắc Barwice, 28 km (17 mi) về phía tây của Szczecinek và 120 km (75 mi) về phía đông của thủ đô khu vực Szczecin.